# VDL Bova Lexio
De Bova Lexio of VDL Bova Lexio is een bustype voor interstedelijk vervoer en wordt geproduceerd door de Nederlandse busfabrikant VDL Bova. De bus werd in 2005 geïntroduceerd als de tweeverdiener voor de Europese markt. In 2010 werd de Lexio, samen met alle andere modellen voor het openbaar vervoer van VDL Bus & Coach vervangen door de VDL Citea.

## Types
Er zijn twee types van de VDL Lexio:
- LD 123; 12,3 m
- LD 130; 13,0 m

## Inzet
Dit bustype komt voor in verschillende landen, waaronder België, Luxemburg en Nederland. De bus komt in Nederland vooral voor bij enkele touringcarbedrijven. In België rijden de bussen op enkele buslijnen in de provincie Luxemburg voor TEC.
| Bedrijf                      | Aantal | Series          | Inzet                          | Opmerking |
| België                       | België | België          | België                         | België |
| ---------------------------- | ------ | --------------- | ------------------------------ | --- |
| Alk Reizen                   | 1      | ??              | Groepsvervoer                  | |
| Heidebloem                   | 1      | 1JKJ586         | Schoolvervoer                  | |
| Heidebloem                   | 1      | 1JKJ599         | Schoolvervoer                  | |
| LIM Collard-Lambert          | 3      | 608126-608128 c | Lijn 1011: Luik - Athus        | |
| Luxemburg                    |        |                 |                                | |
| La Fraise                    | 1      | VE2023          | Luxemburg                      | Was oorspronkelijk bedoeld voor Voyages Ecker |
| Voyages Ecker                | 1      | VE2023          | Luxemburg                      | Niet meer in dienst |
| Voyages Emile Weber          | 2      | EW1047-EW1048   | Luxemburg                      | De bussen rijden soms in de spits ook als "trein" in combinatie met een Hess bijwagen voor o.a. lijn 118 van Luxemburg naar Trier (D) EW1255-EW1258 zijn buiten dienst, EW1255 is verkocht aan Kroon Reizen. |
| Voyages Emile Weber          | 4      | EW1107-EW1110   | Luxemburg                      | De bussen rijden soms in de spits ook als "trein" in combinatie met een Hess bijwagen voor o.a. lijn 118 van Luxemburg naar Trier (D) EW1255-EW1258 zijn buiten dienst, EW1255 is verkocht aan Kroon Reizen. |
| Voyages Emile Weber          | 4      | EW1112-EW1115   | Luxemburg                      | De bussen rijden soms in de spits ook als "trein" in combinatie met een Hess bijwagen voor o.a. lijn 118 van Luxemburg naar Trier (D) EW1255-EW1258 zijn buiten dienst, EW1255 is verkocht aan Kroon Reizen. |
| Voyages Emile Weber          | 4      | EW1255-EW1258   | Luxemburg                      | De bussen rijden soms in de spits ook als "trein" in combinatie met een Hess bijwagen voor o.a. lijn 118 van Luxemburg naar Trier (D) EW1255-EW1258 zijn buiten dienst, EW1255 is verkocht aan Kroon Reizen. |
| Voyages Emile Weber          | 1      | EW1709          | Luxemburg                      | De bussen rijden soms in de spits ook als "trein" in combinatie met een Hess bijwagen voor o.a. lijn 118 van Luxemburg naar Trier (D) EW1255-EW1258 zijn buiten dienst, EW1255 is verkocht aan Kroon Reizen. |
| Voyages Erny Wewer           | 1      | EW2801          | Luxemburg                      | |
| Voyages Josy Clement         | 1      | JC6014          | Luxemburg                      | |
| Voyages Josy Clement         | 1      | JC6016          | Luxemburg                      | |
| Voyages Josy Clement         | 2      | JC6018-JC6019   | Luxemburg                      | JC6019 is verkocht aan Van Gompel (NL) |
| Voyages Koob                 | 1      | MQ8621          | Luxemburg                      | |
| Voyages Koob                 | 1      | TR8422          | Luxemburg                      | |
| Voyages Simon                | 1      | DM5416          | Luxemburg                      | |
| Voyages Simon                | 2      | DM5418-DM5419,  | Luxemburg                      | |
| Voyages Simon                | 1      | HG6157          | Luxemburg                      | |
| Voyages Simon                | 1      | QF7097          | Luxemburg                      | |
| Voyages Simon                | 1      | VJ7953          | Luxemburg                      | |
| Nederland                    |        |                 |                                | |
| BBA Tours                    | 1      | BS-RH-80        | Tourvervoer/versterkingsritten | Eindhoven Airexpressbus |
| Brookhuis                    | 1      | BS-PX-77        | Tourvervoer                    | Verkocht |
| Brookhuis                    | 1      | BV-JT-66        | Tourvervoer                    | Verkocht |
| Brookhuis                    | 1      | BT-BT-84        | Tourvervoer                    | Verkocht |
| Fortezz                      | 1      | 410             | Tourvervoer                    | |
| Gebo Tours                   | 1      | 521             | Tourvervoer                    | Ex Van de Valk 56 |
| Pouw Vervoer                 | 2      | 21-22           | Tourvervoer/versterkingsritten | |
| Taxibedrijf van Meurs        | 3      | 13-15           | Tourvervoer/versterkingsritten | |
| Taxicentrale van der Wou     | 1      | 851             | Tourvervoer/versterkingsritten | |
| Van der Valk Hotel Amsterdam | 1      | 56              | Pendelvervoer Schiphol - Hotel | Verkocht aan Gebo Tours |
| Van der Valk Hotel Amsterdam | 1      | 97              | Pendelvervoer Schiphol - Hotel | |
| Van Gompel                   | 1      | 131             | Tourvervoer                    | Voormalig Vojages Josy Clement JC6019 |
| VTS Tours                    | 1      | 30-BBP-3        | Tourvervoer/versterkingsritten | |
| VTS Tours                    | 1      | 79-BBP-3        | Tourvervoer/versterkingsritten | |